# Brest Challenger 1995
Il Brest Challenger 1995 è stato un torneo di tennis facente parte della categoria ATP Challenger Series nell'ambito dell'ATP Challenger Series 1995. Il torneo si è giocato a Brest in Francia dal 23 al 29 ottobre 1995 su campi in cemento indoor.

## Vincitori

### Singolare
Andrej Česnokov ha battuto in finale  Jérôme Golmard con il punteggio di 6–4, 6–3.

### Doppio
Olivier Delaître /  Guillaume Raoux hanno battuto in finale  Kent Kinnear /  Dave Randall con il punteggio di 7–5, 6–7, 6–4.